# Menacanthus
Genre
Menacanthus est un genre de poux ectoparasites mallophages mais également hématophages des oiseaux et des volailles, appartenant à la famille des Menoponidae.